# ソルノク - デブレツェン - ニーレジハーザ - ザーホニ線
ソルノク - デブレツェン - ニーレジハーザ - ザーホニ線（ハンガリー語: Szolnok–Debrecen–Nyíregyháza–Záhony-vasútvonal）は、ハンガリー国鉄の鉄道線の名称である。路線番号は100。ブダペストとデブレツェン、ニーレジハーザおよびウクライナ方面を結ぶ路線である。
2017年末に、セレンチ - ニーレジハーザ線が100号線の支線に加えられた。

## 歴史

### ティサ地域鉄道
1856年ティサ地域鉄道（Tiszavidéki Vasút, TVV）はウィーンで創立されて、同年11月10日にツェグレード - カシャウ区間の建設許可がTVVに与えられた。ソルノク - デブレツェン区間は1857年11月23日に開通されて、同時にツェグレード - ソルノク区間がオーストリア国家鉄道からティサ鉄道に移管された。ツェグレード - デブレツェン区間は1859年5月24日ニーレジハーザを経てミシュコルツまで延長された。1880年に鉄道会社の国有化のため、ソルノク - ニーレジハーザ間もハンガリー国営鉄道に引き受けられた。

### ハンガリー北東鉄道
ニーレジハーザ - チョプ線はウングヴァール周辺の木材をハンガリー大平原へ輸送する目的で企画された。鉄道の重大さを顧慮して、立憲政府は1868年法律49号によりウングヴァール - ニーレジハーザ間の建設を承認した。ハンガリー北東鉄道はヴェチェイ男爵のコンソシアムと協力して建設許可を獲得した。1872年11月20日にニーレンジュハーザ -  キシュヴァダ区間が、1873年2月4日にキシュヴァルダ - チャプ（現在チョプ）間がそれぞれ開通された。

### ハンガリー国鉄
第一次世界大戦の終戦後、トリアノン条約が締結されティサ川の北方はチェコスロバキア領となった。その時からザーホニ駅は国境駅となって、列車は1930年にはニーレジハーザ - ザーホニ区間を1日4回で往復した。1938年10月第一次ウィーン裁定により南部スロバキアが再びハンガリー領となって、列車の通行量が増加した。
第二次世界大戦の終戦後、1945年7月にチョプ市はチェコスロバキアからソビエト連邦に譲り渡されて、ザーホニ駅は再び国境駅となった。ソ連国内では標準軌の線路は、1520 mmのロシア軌間に、急速に転換された。貨物輸送の場合、貨物を他の貨車に積み換えることが必要であった。旅客列車の場合、台車を長期間にかけて交換する方式が用いられた。1950年代以来鉄道施設は国際的な貨物輸送向けに大規模で改築されて、コモローからロシア軌間の線路が設置された。
1960年代に両軌間の線路で走行可能なM40.5ディーゼル機関車が、1970年代にM62.5ディーゼル機関車がこの路線に導入された。また、車輪交換工場（Umspuranlage）がザーホニおよびチョプで設置された。トゥジェール - バティヨボ線が交通量分散の目的で1435 mmおよび1520 mmの混合軌道で建設されて、1964年に完工した。1967年ニーレジハーザ - ザーホニ間に電車線が設置された。1967年ニーレジハーザ - ニールボグダーニ区間、1968年ニールボグダーニ - フェーニェシュリットケ区間がそれぞれ複線で改修された。
1980年代フェーニェシュリットケ - トゥジェール間がフェーニェシュリットケ＝エーサキ操車場およびエペルイェスケ操車場を除いて複線で改修された。
1991年ソビエト連邦の解体によりティサ川北側はウクライナ鉄道が引き受けた。列車の通行量は1990年代中期におよそ20 ％まで減少して、フェーニェシュリットケ＝エーサキ操車場は開業以来、数年に過ぎず廃止された。

## 運行形態[6]
ブダペスト近郊についてはブダペスト - ツェグレード - ソルノク線の項目を参照。セレンチ方面の支線についてはセレンチ - ニーレジハーザ線を参照。

### 特急(IC)
下記2系統に分かれる。
- トカイ号：　ブダペスト西駅 - ニーレジハーザ - ミシュコルツ - ブダペスト東駅
2時間に1本の運行。ニーレジハーザ以北はセレンチ方面支線に直通する。
かつては便毎に個別の愛称名であったが、2022年4月にトカイに統一された。[7]。

- トカイ号：　ソルノク → ニーレジハーザ → ミシュコルツ → ブダペスト東駅
一日1本の運行。ニーレジハーザ以北はセレンチ方面支線に直通する。ソルノクからデブレツェンまで各駅に停車する。
かつてはデブレツェン始発であったが、2021年度よりピュシュペクラダーニ、2023年度よりソルノク始発となった。

- ニールシェーグ号：　ブダペスト西駅 - ニーレジハーザ ( - ザーホニ)
2時間に1本の運行。トカイ号と合わせて、1時間毎の運行となっている。ほとんどがニーレジハーザ止まりであるが、一日2.5往復に限りザーホニまで直通する。
かつては便毎に個別の愛称名であったが、2022年4月にニールシェーグに統一された。[7]。

- ラトルツァ号：　ブダペスト西駅 - ザーホニ - ムカチェヴォ
一日1.5往復運行。上記トカイ号、ニールシェーグ号と合わせ、ブダペスト - ニーレジハーザ間は一時間に1本の運行となる。チョプ以東はウクライナ国鉄のストルイ線に直通する。
2022年度以前は、西行のうち1本が、ザーホニ以東普通列車として運行していた。

- コロナ号：　ブダペスト東駅 - ソルノク - デブレツェン - ブラショフ
- ハルギタ号：　ブダペスト東駅 - ソルノク - デブレツェン - ブラショフ
一日2往復の運行。ハイドゥーソボスローを通過する一方で、東行に限りサヨルとフェジヴェルネクを除く各駅に停車する。ソルノク以西は120号線に、デブレツェン以東は105号線に直通する。
過去の運行形態
かつては、ピュシュペクラダーニ以東101号線経由でルーマニア方面に向かっていた。また、西行もサヨルとフェジヴェルネクを除く各駅に停車していた。
2020年4月の改正で、コロナ号の西行のみフェジヴェルネク停車となった。
2024年度より、デブレツェンから105号線を経由するルートとなった。西行はソルノク - ピュシュペクラダーニ間ノンストップとなった。

### 特急(EC)
- ホルトバージ号： ウィーン - ソルノク - チョプ - キーウ
一日1往復の運行。ソルノク以西は120号線に直通する。キーウ方面行のみ、ソルノクからピュシュペクラダーニまでノンストップとなる。
過去の運行形態
2017年以前は、ニーレジハーザ以西のみの運行であった。また、ニーレジハーザ方面行も、テレクセントミクローシュ、キシューイサッラーシュ、カルツァグに停車していた。
2018年度より、キーウまで運行する様になった。東行は、ソルノクからデブレツェンまで各駅停車になった。
2024年度より、東行がソルノク - ピュシュペクラダーニ間ノンストップとなった。

- ティサ・サモシュ号： ウィーン - デブレツェン - チョプ/サトゥ・マーレ
一日1往復の運行。ソルノク以西は120号線に直通する。デブレツェンで車両を分割し、サトゥマレ方面の車両はデブレツェンから105号線に直通する。デメチェルを通過する。
過去の運行形態
2018年以前は、インターシティ(IC)として運行していた。愛称名は「トランシルヴァニア」で、ピュシュペクラダーニから101号線に直通していた。
2018年末にユーロシティ(EC)に種別変更された。
2019年末にサトゥマレ方面の車両を「サモシュ」号として連結する様になった。
2024年度より、101号線方面のトランシルヴァニア号が運行を取りやめた。代わりに、ウィーン - チョプ間のティサ号を連結する様になった。

### 快速(Ex)
- ニーレジハーザ → ブダペスト西駅　【夏季を除く日曜運行】
夏季を除く日曜日のみ、片道1本の運行。
過去の運行形態
2018年末に、普通列車「テレヴォナト」号として運行を開始したが、2019年夏・秋には運行していなかった。当初は、デブレツェン、ケーバーニャ・キシュペシュト、ズグローのみに停車していた。
2020年度より、通年日曜日に運行する様になった。
2020年末に、快速(Ex)に格上げされた。
2022年度より、夏季運休となった。停車駅にピュシュペクラダーニ、カルツァグ、キシューイサーッラーシュ、テレクセントミクローシュ、ソルノクが追加された。
2023年度より、ニーレジハーザ - デブレツェンの各駅が追加された（ただしアパファは通過）

- アラニパルト号：　ケストヘイ - ソルノク - ザーホニ　【夏季運行】
夏季のみ、一日1往復運行する。ケーバーニャ・キシュペシュト以西、30号線に直通する。ツェグレード、アボニ、ハイドゥーソボスローにも停車する一方、ボチカイケルト、ハイドゥーハドハーズ、テーグラーシュは通過する。
過去の運行形態
2020年以前は、サヨルとアパファを除く各駅に停車していた。
2021年度は、ニーレジハーザ以北のみの運行であった。サヨル、フェジヴェルネク、カバ、エベシュを通過し、チャポーケルト - ウーイヘールトー間はノンストップになった。
2022年度より、ザーホニまでの運行を再開した。
2023年度に限り、ハイドゥーハドハーズに停車し、チャポーケルトを通過していた。

- サボルチ・テケルゲー号：　ザーンカ - ソルノク - ニーレジハーザ　【夏季運行】
夏季のみ、一日1往復運行する。ケーバーニャ・キシュペシュト以西、30号線に直通する。アパファを除く各駅に停車する。
2020年以前は、特急(O)として、ザーホニまで運行していた。ニーレジハーザ - ザーホニ間は各駅停車であった他、サヨルを通過していた。2022年以前の愛称名は「テケルゲー」であった。

### 快速(IR)
- ツィーヴィシュ号：　ブダペスト西駅 - デブレツェン ( - ザーホニ)
1時間に1本の運行。ツェグレード以東はほぼ各駅に停車する。朝の西行、夜の東行がニーレジハーザ発着となる他、夏季を除き金曜日の東行2本、日曜日の西行3本がザーホニ発着となる。
2019年以前は、区間特急(S)の種別で、ブダペスト - ザーホニ間に2時間に1本の運行であった。2020年度より、休日の西行片道2本を除きニーレジハーザ発着に短縮された。2023年度より、快速(IR)に種別変更となり、毎時1本に増発された。また、ほとんどがデブレツェン発着に短縮された一方、ザーホニ発着は週2.5往復に増発された。

### 普通
- ツェグレード - デブレツェン
早朝・夜間中心の運行。この区間のローカル輸送は、快速(IR)が担っている。
2019年以前は、平日の本数が多く、2時間に1本運行していた。また、ツェグレード - ザーホニの区間で運行していた。2020年度より、ニーレジハーザで系統が分断され、ツェグレード - ニーレジハーザの区間での運行となった。2023年度より、デブレツェン以西が快速(IR)の増発で、デブレツェン以東が普通列車の区間変更で代替され、早朝・夜間のみの運行となった。

- デブレツェン - ザーホニ
平日1時間に1本、休日2時間に1本の運行。
2019年以前は、平日の半数、休日の大多数が、ブダペスト発着の区間特急(S)として運行していた。平日の残り半数は、ツェグレード発着の普通として運行していた。2020-22年度に、現在の本数となり、ニーレジハーザ以東でのみ運行していた。2023年度よりデブレツェンまで延伸となった。

- ザーホニ - チョプ ( - ムカチェヴォ)間
チョプ以西は、一日5往復の運行。うち東行1本のみ、ウクライナ国鉄のストルイ線に直通するが、この列車はデブレツェン始発である。
2018年以前は、チョプ以東に乗り入れていなかった。2019-22年度は、一日1往復がムカチェヴォに乗り入れていた。2023年度以前は一日6往復の運行であった。

### 過去の運行形態
- 区間特急(S)
  - ヘートメールフェルデシュ号：　ザイタ → デブレツェン → ブダペスト西駅　【日曜運行】
2023年度以前、週に片道1本のみ運行していた。110号線から直通していた。デブレツェン - フェリヘジ間ノンストップで運行していた。

- 特急(Gy)
  - コルヴィン号：　ブダペスト東駅 - ソルノク - ピュシュペクラダーニ - クルジ・ナポカ
一日1往復運行していた。ソルノク以西は120号線に、ピュシュペクラダーニ以東は101号線に直通していた。停車駅は、ユーロシティ(EC)と同じであった。
2022,23年度に運行していた。

## 駅一覧
以下では、ハンガリー国鉄100号線の駅と営業キロ、停車列車、接続路線などを一覧表で示す。なお、ブダペスト近郊についてはブダペスト - ツェグレード - ソルノク線の項目を、セレンチ方面の支線についてはセレンチ - ニーレジハーザ線の項目を参照。

### ハトヴァン - シャートラヤウーイヘイ間
- 種別
  - IC：特急「インターシティ」
  - EC：特急「ユーロシティ」
  - Ex：快速「エクスプレス」
  - IR：快速「インターレギオー」
  - Sz：普通

- 停車駅
  - ■印：全列車停車
  - ●印：大部分停車、一部通過
  - ○印：大部分通過、一部停車
  - ｜印：全列車通過

| 路線名 | 駅名                                                               | 駅間営業キロ | 累計営業キロ | IC | EC | Ex | IR | Sz | 接続路線 | 所在地                         | 所在地                     |
| ------ | ------------------------------------------------------------------ | ------------ | ------------ | -- | -- | -- | -- | -- | --- | ------------------------------ | -------------------------- |
| 100    | ブダペスト西駅                                                     |              | 0            | ■  |    | ■  | ■  | ■  | 2号線（エステルゴム方面） 70号線（プラハ方面）、71号線（ヴェレシェジハーズ方面） ブダペスト地下鉄3号線（フェレンツ門方面、ウーイペシュト方面） | ブダペスト市                   | ブダペスト市               |
| 100    | この間の各駅はブダペスト - ツェグレード - ソルノク線の項目を参照。 |              |              |    |    |    |    |    | |                                |                            |
| 100    | ツェグレード駅                                                     |              | 72           | ■  |    | ○  | ■  | ■  | 140号線（セゲド方面） | ペシュト県                     | ツェグレード郡             |
| 100    | アボニ駅                                                           | 16           | 88           | ｜ |    | ○  | ■  | ■  | | ペシュト県                     | ツェグレード郡             |
| 100    | ソルノク駅                                                         | 12           | 100          | ■  | ■  | ■  | ■  | ■  | 82号線（ハトヴァン方面）、120号線（ナジカータ方面） 145号線（ケチケメート方面）                                                                | ヤース・ナジクン・ソルノク県   | ソルノク郡                 |
| 100    | サヨル駅                                                           | 10           | 110          | ○  | ｜ | ○  | ■  | ■  | 120号線（ブラショフ方面）、130号線（センテシュ方面）                                                                                           | ヤース・ナジクン・ソルノク県   | ソルノク郡                 |
| 100    | テレクセントミクローシュ駅                                         | 9            | 119          | ○  | ●  | ■  | ■  | ■  | | ヤース・ナジクン・ソルノク県   | テレクセントミクローシュ郡 |
| 100    | フェジヴェルネク・エルメーニェス駅                                 | 12           | 131          | ○  | ｜ | ○  | ■  | ■  | | ヤース・ナジクン・ソルノク県   | テレクセントミクローシュ郡 |
| 100    | キシューイサーラーシュ駅                                           | 15           | 146          | ○  | ●  | ■  | ■  | ■  | 102号線（カール・カーポルナ方面） | ヤース・ナジクン・ソルノク県   | カルツァグ郡               |
| 100    | カルツァグ駅                                                       | 16           | 162          | ○  | ●  | ■  | ■  | ■  | 103号線（ティサフュレド方面） | ヤース・ナジクン・ソルノク県   | カルツァグ郡               |
| 100    | ピュシュペクラダーニ駅                                             | 15           | 177          | ■  | ■  | ■  | ■  | ■  | 101号線（ビハルケレステシュ方面）、128号線（セグハロム方面）                                                                                   | ハイドゥー・ビハル県           | ピュシュペクラダーニ郡     |
| 100    | カバ駅                                                             | 11           | 188          | ○  | ○  | ○  | ■  | ■  | | ハイドゥー・ビハル県           | ピュシュペクラダーニ郡     |
| 100    | ハイドゥーソボスロー駅                                             | 13           | 201          | ●  | ■  | ○  | ■  | ■  | | ハイドゥー・ビハル県           | ハイドゥーソボスロー郡     |
| 100    | エベシュ駅                                                         | 8            | 209          | ○  | ○  | ○  | ■  | ■  | | ハイドゥー・ビハル県           | ハイドゥーソボスロー郡     |
| 100    | デブレツェン駅                                                     | 12           | 221          | ■  | ■  | ■  | ■  | ■  | 105号線（ニーラーブラーニ方面）、106号線（ナジケレキ方面） 108号線（フュゼシャボニ方面）、109号線（ティサレク方面）                            | ハイドゥー・ビハル県           | デブレツェン郡             |
| 100    | デブレツェン・チャポーケルト駅                                     | 3            | 224          | ｜ | ｜ | ■  | ■  | ■  | | ハイドゥー・ビハル県           | デブレツェン郡             |
| 100    | アパファ駅                                                         | 5            | 229          | ｜ | ｜ | ｜ | ●  | ●  | 110号線（フェヘールジャルマト方面） | ハイドゥー・ビハル県           | デブレツェン郡             |
| 100    | ボチカイケルト駅                                                   | 6            | 235          | ｜ | ｜ | ■  | ■  | ■  | | サボルチ・サトマール・ベレグ県 | ハイドゥーハドハーズ郡     |
| 100    | ハイドゥーハドハーズ駅                                             | 5            | 240          | ｜ | ｜ | ■  | ■  | ■  | | サボルチ・サトマール・ベレグ県 | ハイドゥーハドハーズ郡     |
| 100    | テーグラーシュ駅                                                   | 3            | 243          | ｜ | ｜ | ■  | ■  | ■  | | サボルチ・サトマール・ベレグ県 | ハイドゥーハドハーズ郡     |
| 100    | ウーイフェヘールトー駅                                             | 12           | 255          | ｜ | ｜ | ■  | ■  | ■  | | サボルチ・サトマール・ベレグ県 | ニーレジハーザ郡           |
| 100    | ニーレジハーザ駅                                                   | 15           | 270          | ■  | ■  | ■  | ■  | ■  | ミシュコルツ方面支線 113号線（マーテーサルカ方面）、116号線（ヴァーシャーロシュナメーニ方面）                                                  | サボルチ・サトマール・ベレグ県 | ニーレジハーザ郡           |
| 100    | ショーシュトー駅                                                   | 7            | 277          | ｜ | ｜ | ■  | ■  | ■  | | サボルチ・サトマール・ベレグ県 | ニーレジハーザ郡           |
| 100    | ショーシュトーヘジ駅                                               | 2            | 279          | ｜ | ｜ | ■  | ■  | ■  | | サボルチ・サトマール・ベレグ県 | ニーレジハーザ郡           |
| 100    | ケメチェ駅                                                         | 7            | 286          | ｜ | ｜ | ■  | ■  | ■  | | サボルチ・サトマール・ベレグ県 | イブラーニ・ナジハラース郡 |
| 100    | ニールボグダーニ駅                                                 | 4            | 290          | ｜ | ｜ | ■  | ■  | ■  | | サボルチ・サトマール・ベレグ県 | イブラーニ・ナジハラース郡 |
| 100    | ケーク駅                                                           | 3            | 293          | ｜ | ｜ | ■  | ■  | ■  | | サボルチ・サトマール・ベレグ県 | イブラーニ・ナジハラース郡 |
| 100    | デメチェル駅                                                       | 4            | 297          | ｜ | ●  | ■  | ■  | ■  | | サボルチ・サトマール・ベレグ県 | イブラーニ・ナジハラース郡 |
| 100    | ゲーゲーニ駅                                                       | 3            | 300          | ｜ | ｜ | ■  | ■  | ■  | | サボルチ・サトマール・ベレグ県 | イブラーニ・ナジハラース郡 |
| 100    | パートロハ駅                                                       | 4            | 304          | ｜ | ｜ | ■  | ■  | ■  | | サボルチ・サトマール・ベレグ県 | キシュヴァールダ郡         |
| 100    | アヤク駅                                                           | 5            | 309          | ｜ | ｜ | ■  | ■  | ■  | | サボルチ・サトマール・ベレグ県 | キシュヴァールダ郡         |
| 100    | キシュヴァールダ駅                                                 | 4            | 313          | ■  | ■  | ■  | ■  | ■  | | サボルチ・サトマール・ベレグ県 | キシュヴァールダ郡         |
| 100    | キシュヴァールダ・ハールマシュート駅                               | 2            | 315          | ｜ | ｜ | ■  | ■  | ■  | | サボルチ・サトマール・ベレグ県 | キシュヴァールダ郡         |
| 100    | フェーネシュリトケ駅                                               | 5            | 320          | ｜ | ｜ | ■  | ■  | ■  | | サボルチ・サトマール・ベレグ県 | キシュヴァールダ郡         |
| 100    | コモロー駅                                                         | 4            | 324          | ｜ | ｜ | ■  | ■  | ■  | | サボルチ・サトマール・ベレグ県 | シャートラヤウーイヘイ郡   |
| 100    | トゥジェール駅                                                     | 4            | 328          | ｜ | ｜ | ■  | ■  | ■  | | サボルチ・サトマール・ベレグ県 | シャートラヤウーイヘイ郡   |
| 100    | ティサベズデード駅                                                 | 3            | 331          | ｜ | ｜ | ■  | ■  | ■  | | サボルチ・サトマール・ベレグ県 | シャートラヤウーイヘイ郡   |
| 100    | ザーホニ駅                                                         | 4            | 335          | ■  | ■  | ■  | ■  | ■  | 111号線（マーテーサールカ方面） | サボルチ・サトマール・ベレグ県 | シャートラヤウーイヘイ郡   |
| 100    | チョプ駅                                                           | 6            | 341          | ■  | ■  |    |    | ■  | スロバキア国鉄ブラチスラヴァ/プラハ方面 ウクライナ国鉄シャンキ方面、フメリニツキー方面                                                         | ザカルパッチャ州               | ウージュホロド             |